# Antonio José Martinez Pelacios
Antonio José (Martinez Pelacios) (født 12. december 1902 i Burgos, død 9. oktober 1936 i Estépar, Spanien) var en spansk komponist, lærer og dirigent.
José som var en selvlært komponist, var inspireret af Maurice Ravel. Han mødte den samme skæbne som Federico García Lorca, og blev henrettet af en Falangistisk eksekutionspeloton i 1936 ved Estépar i Burgos som 23-årig. Han nåede dog at sætte sit præg på musiklivet og samtiden i Spanien, som en betydningsfuld komponist trods få værker.
José har skrevet en symfoni, som hører til en af Spaniens vigtigste værker i den klassiske musik. Han skrev også orkesterværker og sonater specielt for guitar, og en del vokal og korværker som var hans speciale som komponist.

## Udvalgte værker
- Symfoni "Castiliansk" (1923) - for orkester
- Ingenu (Naiv) suite" (1928) - for orkester
- Sonate (1933) - for guitar
- "Evokationer" nr. 1 & 2 (1926) - for orkester